# Social Blade

Logo do site

Social Blade ou SocialBlade é um site gratuito que presta o serviço de rastreamento de estatísticas e análises de mídias sociais. A principal ferramenta do site gira em torno da plataforma de vídeos YouTube, mas também gera informações e números sobre o Twitch, Mixer, Dailymotion, Twitter, Instagram, e Facebook.
É referência quando se trata deste tipo de serviço, além de receber milhares de visitas diariamente de diferentes países e usuários.